# GREVIO
GREVIO (ang. Istanbul Convention Action against violence against women and domestic violence) – Grupa Ekspertów do spraw Przeciwdziałania Przemocy wobec Kobiet i Przemocy Domowej.
Jest niezależnym organem monitorującym przestrzeganie praw człowieka, któremu powierzono kontrolę wdrażania Konwencji Rady Europy o zapobieganiu i zwalczaniu przemocy wobec kobiet i przemocy domowej (CETS nr 210, „konwencja stambulska”) przez strony konwencji. W jej skład wchodzi 15 niezależnych i bezstronnych ekspertów, wybranych z uwagi na ich uznaną wiedzę o prawach człowieka, równości kobiet i mężczyzn, przemocy wobec kobiet i/lub pomocy ofiarom i ich ochrony.
Do statutowych zadań GREVIO należy monitorowanie wykonywania konwencji stambulskiej przez poszczególne państwa (procedura oceny), wszczynanie dochodzeń dotyczących sytuacji zaistniałej w danej stronie konwencji (procedura dochodzeniowa) oraz przyjmowanie ogólnych zaleceń dotyczących przedmiotu i założeń konwencji.